# Manuel Lopes
Pour les articles homonymes, voir Lopes.
Manuel Lopes est un auteur de fictions, de poésies et d’essais, né le 23 décembre 1907 à Campinho, sur l'île de São Nicolau, au Cap-Vert, et mort le 25 janvier 2005 à Lisbonne, au Portugal.
Il est aussi l'un des fondateurs de la littérature capverdienne moderne et l'un des créateurs, avec Baltasar Lopes da Silva et Jorge Barbosa, de la revue Claridade.
Il a rédigé ses textes en portugais, tout en utilisant des expressions créoles.

## Biographie
On lui attribue souvent par erreur[réf. nécessaire] pour lieu de naissance la ville de Mindelo, car il y est baptisé à l'âge de deux ans, dans la paroisse de Nossa Senhora da Luz. Il réside en fait à quelques kilomètres de Mindelo, sur le site de Mato Inglês. À la suite du décès de son père, il part en 1920 pour Coimbra avec sa mère, où il fait ses études secondaires jusqu'en 1923, au Collège São Pedro, puis à l’École commerciale.
Il rentre alors au Cap-Vert et entre au lycée de Mindelo, mais il n'achève pas son cursus et finalement travaille dans une compagnie anglaise, la Western Telegraph Company, à l'âge de 16 ans, puis dans l'Italcable. Dans le même temps, en 1936, il fonde Claridade en compagnie de Jorge Barbosa et Baltasar Lopes da Silva. En 1940, il part pour l'île de Santo Antão sur laquelle il devient agriculteur, mais la Guerre mondiale qui sévit et la sécheresse particulièrement dure, font de cette époque une période extrêmement difficile qui marquera tout son œuvre à venir. Il finit par revenir à Mindelo où il devient trésorier de la Câmara municipal. En 1944, il réintègre la Western Telegraph Compagny situé à Faial, et part pour les Açores, où il vit jusqu’en 1956. A cette date, il rejoint la ville de Cascais, Portugal, à une trentaine de kilomètres de Lisbonne.

## Œuvres
- Fiction
  - Chuva Braba, 1956
  - O Galo Que Cantou na Baía (e outros contos cabo–verdianos), 1959
  - Os Flagelados do Vento Leste, 1959 (trad. franç. de Marie-Christine Hanras et Françoise Massa, Les Victimes du vent d'est, Sépia, 1996)
- Poésie
  - Horas Vagas, 1934
  - Poema de Quem Ficou, 1949
  - Crioulo e Outros Poemas, 1964
  - Falucho Ancorado, 1997
- Prose
  - Monografia Descritiva Regional, 1932
  - Paul, 1932
  - Temas Cabo-verdianos, 1950
  - Os Meios Pequenos e a Cultura, 1951
  - Reflexões Sobre a Literatura Cabo-Verdiana, 1959 (réflexions sur la littérature capverdienne)
  - As Personagens de Ficção e Seus Modelos, 1973 (les personnages de fiction et leurs modèles)